# Васильева, Яна Владимировна
Я́на Влади́мировна Васи́льева (род. 28 ноября 1981) — российская и казахстанская гандболистка, чемпион Европы по пляжному гандболу (2004), участница Олимпиады 2008 года.

## Биография
Воспитанница усть-каменогорского гандбола. Двукратная чемпионка мира среди молодёжи в составе сборной России (2001, 2003). В 2004 году стала чемпионкой Европы по пляжному гандболу. В 2005 году принимала участие во всемирных играх по неолимпийским видам спорта.
С 2006 года выступала за сборную Казахстана, в составе которой стала чемпионом Азии и серебряным призёром Азиады — 2006. В 2007 году сборная Казахстана выиграла квалификационный турнир и принимала участие в Олимпиаде — 2008, где сборная Казахстана заняла 10-е место.
В клубной карьере выступала в Узбекистане, Казахстане, России, Черногории.
В составе клуба «Ростов-Дон» — трёхкратный бронзовый призёр чемпионата России (2003, 2004, 2005)
В составе волгоградского «Динамо» — обладатель Кубка ЕГФ.
Окончила Российский государственный университет физической культуры, спорта, молодёжи и туризма, кафедра теории и методики гандбола.